# Jamang
 (décembre 2019).
Si vous disposez d'ouvrages ou d'articles de référence ou si vous connaissez des sites web de qualité traitant du thème abordé ici, merci de compléter l'article en donnant les références utiles à sa vérifiabilité et en les liant à la section « Notes et références ».

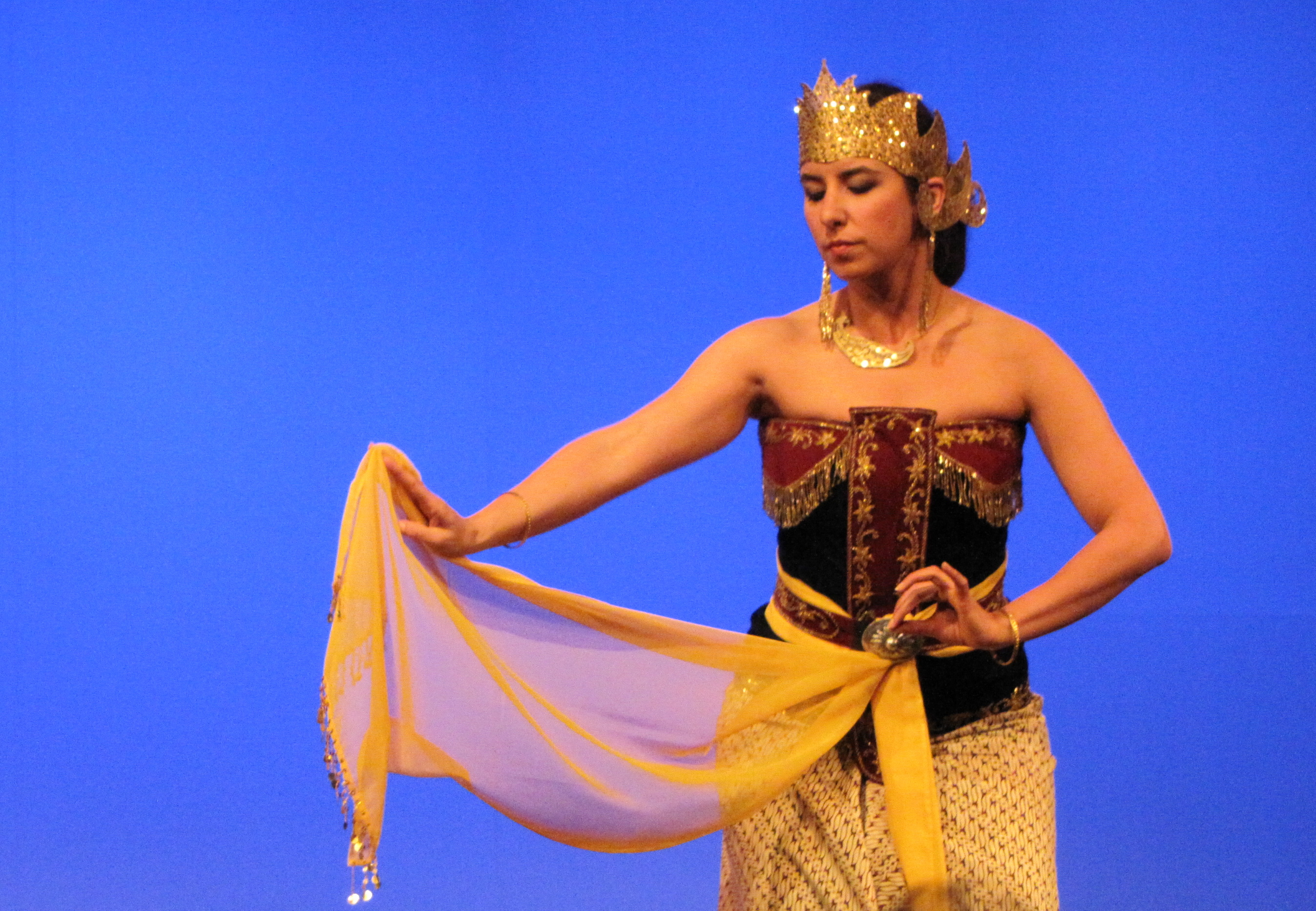
Danseuse de serimpi portant un jamang

Un jamang est un serre-tête porté lors de cérémonies traditionnelles ou dans la danse en Indonésie, notamment à Bali, Java, à Kalimantan à Banjarmasin et à Sumatra à Lampung, en pays minangkabau et à Palembang.

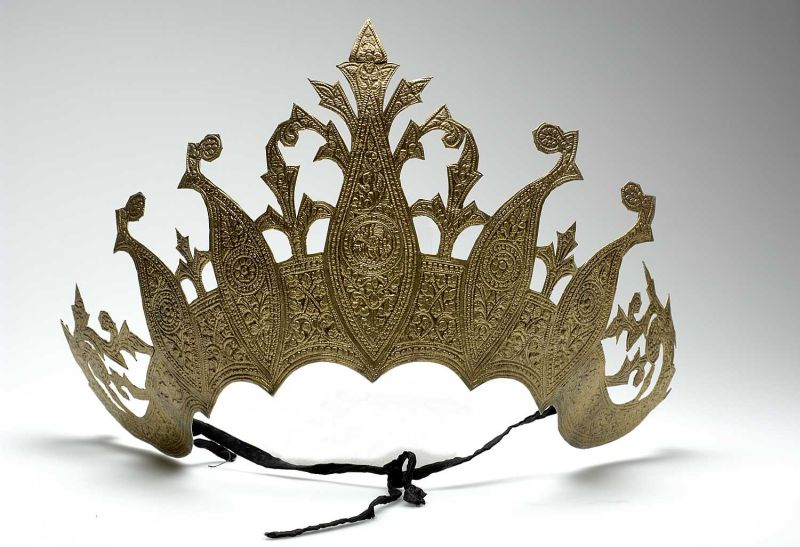
Jamang de Palembang

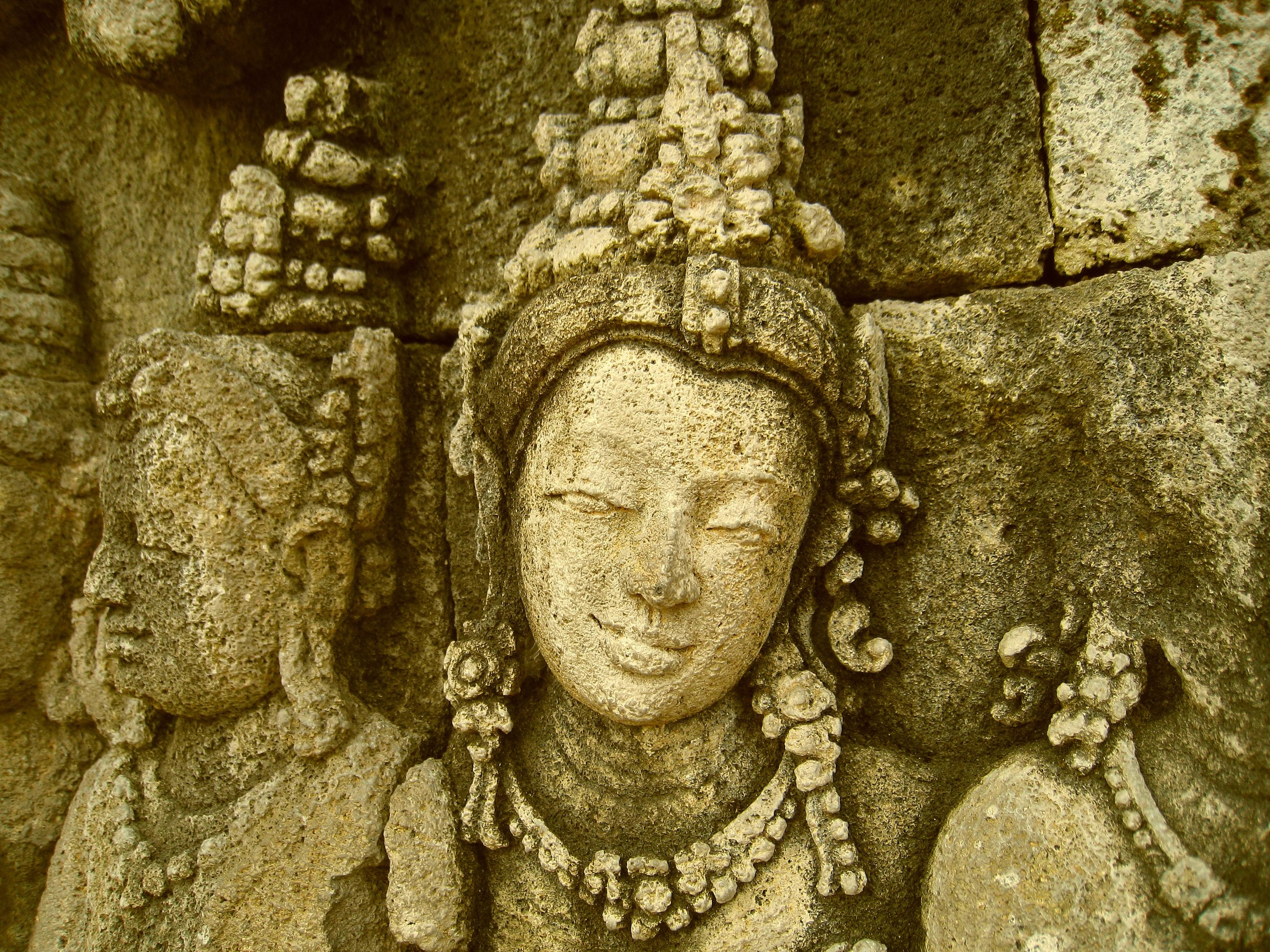
Bas -relief du temple de Borobudur montrant un personnage portant un jamang